# 56 Леонард-Стрит
56 Леонард Стрит — 57-этажный небоскрёб высотой 250 м на Леонард-Стрит в районе Трайбека в Манхэттене, Нью-Йорк, США. Здание было спроектировано швейцарской архитектурной фирмой Херцог и де Мёрон, которая описывает здание как «дома, сложенные в небе». Высочайшее строение в Трайбеке; завершённое в июле 2015.
В здании имеется 145 квартир в кондоминиумах по цене от 3,5 до 50 млн $. Жилые помещения имеют площадь от 131,7 до 594,6 м2 и включают от 2 до 5 спален с отдельными открытыми пространствами.

## История
Изак Сенбахар из англ. Alexico Group приобрёл землю и воздушные права в 2007 году у Нью-Йоркской юридической школы за 150 млн $. Строительство началось в том же году. Фундаментные работы на этой башне начались в 2008 году, но были закрыты до конца года, когда проект был приостановлен. Спустя почти четыре года, строительство, наконец, возобновилось в октябре 2012 года.
В 2013 году застройщики получили кредит в размере 350 млн $ от синдиката, возглавляемого Bank of America.
По состоянию на май 2013 года 70 % здания было продано. По словам застройщика Изака Сенбахара, здание было продано на 92 % за семь месяцев. В июне 2013 года пентхаус в 56 Леонард-Стрит был продан за 47 млн $, что сделало его самой дорогой жилой недвижимостью, когда-либо проданной ниже Мидтауна.
Строительство надземной части здания началось в начале 2013 года и велось в течение 18 месяцев, весной 2014 года график строительства скорректирован с учётом инновационного дизайна небоскрёба, включая его консольные квартиры и балконы. Завершение строительства ожидалось весной 2015 года, но было приостановлено.
Здание было завершено в 2017 году.

## Архитектура и дизайн
56 Леонард-Стрит спроектирован швейцарской архитектурной фирмой Херцог и де Мёрон, лауреатом Притцкеровской премии 2001 года. Аниш Капур, известный благодаря публичной скульптуре Клауд-Гейт в Чикаго, разработал аналогичную скульптуру, чтобы сидеть у основания здания. Herzog & de Meuron также разработал интерьеры здания, которые включают специально разработанные кухни, сантехнику, ванные комнаты и камины. Goldstein, Hill & West Architects LLP является архитектором записи.
На 9 и 10 этажах расположены 1600 м2 жилых помещений, в том числе 75-футовый бассейн, 25-местная комната для просмотра, отдельная столовая и детская игровая комната. В здании всего десять лифтов; владельцы разделят прихожую не более чем с одной другой квартирой. Разработчики также рассчитали генератор на девятом этаже в планах.
На верхнем этаже находятся восемь полноэтажных квартир площадью от 480 до 590 м2 с потолками высотой от 4,3 до 5,8 м. Кроме того, в здании имеется вестибюль двойной высоты, обшитый «сверкающим» чёрным гранитом.

## Награды
- Национальная награда англ. ACEC (American Council of Engineering Companies[англ.]) за выдающиеся достижения в области инженерного искусства 2017 года[13].
- Победитель 2017 года в номинации «Лучший проект» в категории «Жильё / гостиничное дело» по версии журнала «Инженерные новости»[14].